# Гуманность
Гуманизм (лат. humanus — человеческий или человечность) — человечность и внимание к человеку, уважение к человеческой личности; человеколюбие. Система установок личности по отношению к человеку, группе, обусловленная нравственными нормами и ценностями, представленная в сознании переживаниями сострадания и сорадования и реализуемая в общении и деятельности в актах содействия, помощи.
Антоним гуманизма — жестокость.
В узком смысле поступать гуманно — стремиться не причинять человеку вреда, насколько это возможно, но в то же время поступать справедливо.
В жизненном и психологическом смысле человечность как качество и существенное свойство человека включает в себя:
- альтруизм;
- нравственность как совокупность жизненных правил поведения, реализующих альтруизм и подавляющих эгоизм;
- волю, как душевную силу, реализующую альтруистическое и нравственное поведение в борьбе с собственным и чужим эгоизмом (см. воля (психология) и воля (философия)).

Без каждой из этих составляющих — альтруизма, нравственности и силы воли — человечность немыслима и существовать в действии, в действительности, как реальная и действительная человечность не может.